# Saccharum sikkimense
Saccharum sikkimense là một loài thực vật có hoa trong họ Hòa thảo. Loài này được (Hook.f.) V.Naray. ex Bor miêu tả khoa học đầu tiên năm 1940.